# Cereus
Cereus es un género de plantas suculentas sudamericano perteneciente a la familia Cactaceae. Contiene 29 especies aceptadas y en Ecuador reciben en conjunto el nombre común de aguacollas o gigantones.

## Descripción
Las especies de este género pueden tener crecimiento arbustivo o arborescente, con tallos postrados o erguidos y ramificados desde la base. Pueden alcanzar alturas de hasta 15m, con grandes copas, aunque pueden estar representadas casi todas las formas de transición posibles. 
Presentan de 4 a 10 cotillas que suelen ser grandes y bien separadas, aunque a veces encontramos tallos con solo 3. En ellas se asientan las areolas, que van de afieltradas a lanudas, rara vez muy peludas, y por lo general, tienen relativamente pocas espinas cortas y fuertes.
Las flores surgen de las areolas, tienen forma de embudo y miden hasta 20 cm de longitud. Dependiendo de su adaptación a los polinizadores, en unas especies se abren de día (aves e insectos) y otras de noche (murciélagos). Las brácteas florales internas suelen ser de color blanco a crema, (rara vez amarillas o rosadas) y las brácteas florales externas son rojizas. 
Una característica típica que distingue a Cereus de otros géneros es que después de la floración y caída del perianto, el estilo de la flor permanece en el fruto en desarrollo por un tiempo. Los frutos son jugosos cuando están maduros, son verdosos, amarillos o rojos, se abren y liberan numerosas semillas grandes y negras.

## Distribución
El área de distribución nativa de este género es desde el sur del Caribe hasta el sur de América tropical. Además se ha introducido en muchos otros países de África, Asia y Europa.

## Taxonomía
El género fue descrito por el botánico británico Philip Miller y publicado por primera vez en el libro The Gardeners Dictionary ed. 4: [sp] en 1754.
Etimología

Cereus: nombre genérico que deriva del término latíno cereus (que se traduce como 'vela' o 'cirio'), haciendo alusión a su forma alargada perfectamente recta.

## Especies aceptadas
Actualmente, el género Cereus consta de 29 especies aceptadas según la Plants of the World Online (POWO):
| Imagen | Nombre científico                                  | Distribución                                                                       |
| ------ | -------------------------------------------------- | ---------------------------------------------------------------------------------- |
|        | Cereus aethiops Haw.                               | Desde Uruguay a Argentina                                                          |
|        | Cereus albicaulis (Britton & Rose) Luetzelb        | Noreste de Brasil                                                                  |
|        | Cereus alex-bragae (P.J.Braun & Esteves) M.Köhler  | Centro oeste de Brasil (Goiás)                                                     |
|        | Cereus bicolor Rizzini & A.Mattos                  | Centro y oeste de Brasil                                                           |
|        | Cereus fernambucensis Lem.                         | Noreste y este de Brasil                                                           |
|        | Cereus forbesii C.F.Först.                         | Desde Bolivia hasta el centro norte de Argentina                                   |
|        | Cereus fricii Backeb.                              | Colombia y Venezuela                                                               |
|        | Cereus gerardi N.P.Taylor                          | Norte de Brasil (Tocantins)                                                        |
|        | Cereus hexagonus (L.) Mill.                        | Desde el norte de Sudamérica hasta el norte y noreste de Brasil                    |
|        | Cereus hildmannianus K.Schum.                      | Bolivia y Brasil hasta el norte de Argentina                                       |
|        | Cereus horrispinus Backeb.                         | Desde el norte de Colombia hasta el noroeste de Venezuela                          |
|        | Cereus ingens N.P.Taylor & M.Machado               | Brasil (Bahía y Minas Gerais)                                                      |
|        | Cereus insularis Hemsl.                            | Brasil (Pernambuco)                                                                |
|        | Cereus jamacaru DC.                                | Centro y este de Brasil                                                            |
|        | Cereus lamprospermus K.Schum.                      | Desde Bolivia hasta Paraguay                                                       |
|        | Cereus lanosus (F.Ritter) P.J.Braun                | Desde Brasil (Mato Grosso do Sul) hasta el sur de Paraguay                         |
|        | Cereus lepidotus Salm-Dyck                         | De Colombia a Trinidad y Tobago                                                    |
|        | Cereus mirabella N.P.Taylor                        | Brasil                                                                             |
|        | Cereus mortensenii (Croizat) D.R.Hunt & N.P.Taylor | Noroeste de Venezuela                                                              |
|        | Cereus pachyrrhizus K.Schum.                       | Paraguay                                                                           |
|        | Cereus phatnospermus K.Schum.                      | Desde el este de Bolivia hasta el oeste del centro de Brasil y Argentina (Formosa) |
|        | Cereus pierre-braunianus Esteves                   | Centro y oeste de Brasil                                                           |
|        | Cereus repandus (L.) Mill.                         | Sur del Caribe, desde Venezuela hasta Colombia                                     |
|        | Cereus saddianus (Rizzini & A.Mattos) P.J.Braun    | Centro y oeste de Brasil                                                           |
|        | Cereus spegazzinii F.A.C.Weber                     | Desde Bolivia hasta el centro y oeste de Brasil y el noreste de Argentina          |
|        | Cereus stenogonus K.Schum.                         | Desde Bolivia hasta el centro y oeste de Brasil y el noreste de Argentina          |
|        | Cereus trigonodendron K.Schum. ex Vaupel           | Desde Perú hasta Bolivia                                                           |
|        | Cereus vargasianus Cárdenas                        | Perú                                                                               |
|        | Cereus yungasensis A.Fuentes & Quispe              | Bolivia                                                                            |